# Vemmetofte Sogn
Vemmetofte Sogn er et sogn i Tryggevælde Provsti (Roskilde Stift).
I 1800-tallet var Vemmetofte Sogn et selvstændigt pastorat. Det hørte til Fakse Herred i Præstø Amt. Vemmetofte sognekommune var med i den frivillige kommunesammenlægning, som ved kommunalreformen i 1970 blev til Fakse Kommune.
I Vemmetofte Sogn ligger Vemmetofte Klosterkirke.
I sognet findes følgende autoriserede stednavne:
- Dyrehave (areal)
- Hornskovshuse (bebyggelse)
- Strandskov (areal, bebyggelse)
- Vemmetofte (bebyggelse)
- Vemmetofte Kloster (ejerlav, landbrugsejendom)
- Vesterskov (areal)